# 기묘수
기묘수(영어: weird number) 또는 괴짜수는 과잉수들 중에서 진약수의 일부의 합으로 자기자신을 만들 수 없는 수다. (OEIS의 수열 A006037)

## 기묘수의 예
기묘수의 가장 작은 예로는 70이 있다. 70의 진약수는 1, 2, 5, 7, 10, 14, 35이며, 모두 더하면 74로, 원래 수인 70보다 커서 과잉수다. 그러나 그 수들의 일부를 취해 어떤 방식으로 더하더라도 70을 만들 수 없으므로 기묘수다. 왜냐하면 반완전수가 되려면 진약수의 합-자기자신에서 제외할 진약수의 합이 동일해야 하는데 이는 그렇지 못하기 때문에 그런 것이다.
그 외에 836, 4030, 5830, 7192, 7912 등등도 기묘수이며, 이 수들도 역시나 진약수의 일부의 합으로 자기자신을 나타낼 수 없기 때문에 반완전수가 아니다. 또한 괴짜수와 특정 괴짜수의 약수의 합보다 큰 소수를 곱한값이 항상 괴짜수가 된다는 성질이 있으므로 10000 이상에서는 갑자기 149 이상의 소수와 괴짜수 70의 곱으로 인해 괴짜수가 나타나는 빈도가 높아진다.
반대로 반완전수의 경우 과잉수의 대부분을 차지하는데, 기묘수의 진약수들도 기묘수 또는 부족수다. 과잉수 문서에도 나와 있듯이 다른 괴짜수의 자기자신 이외의 배수들로 표기될 수 없는 괴짜수는 ‘원시 괴짜수’ (영어로는 ‘primitive weird number’)라고 하며, 1000000 이하의 수 중 24개가 존재한다. 물론 그렇다 하더라도 전체 자연수 중에서은 빈도가 1%를 넘지는 않고, 이는 과잉수 중에서도 과잉수의 최대 비율인 25%에 한참 못 미친다. 또한 현재까지 알려진 기묘수들은 모두 짝수이고, 홀수 과잉수 중에서는 아직 기묘수가 존재하는지는 알 수 없다.

## 같이 보기
- 반완전수
- 과잉수
- 부족수
- 완전수
- 친화수
- 사교수
- 혼약수